# Rosana Bertone
Rosana Andrea Bertone (San Salvador, Entre Ríos; 9 de mayo de 1972) es una política argentina. Fue gobernadora de la provincia de Tierra del Fuego, Antártida e Islas del Atlántico Sur entre el 17 de diciembre de 2015 y el 10 de diciembre de 2019. También fue electa senadora nacional en 2013 y cuatro veces (2001, 2005, 2009 y 2019) diputada nacional por la misma provincia.

## Biografía
Se graduó de abogada en 1995 en la Facultad de Ciencias Jurídicas y Sociales de la Universidad Nacional del Litoral en Santa Fe. Ejerció la profesión de forma particular tanto en Entre Ríos como en Tierra del Fuego.
Su primer cargo público fue entre 1997 y 2001, cuando se desempeñó como directora general del Instituto Provincial de la Vivienda de Tierra del Fuego, durante el gobierno de Carlos Manfredotti.   
Posee un grado de parentesco con el cardenal Tarcisio Bertone.

### Legisladora
Fue elegida para el cargo de Diputada de la Nación por la provincia de Tierra del Fuego para el período 2001-2005; reelegida para el siguiente período, 2005-2009; y nuevamente para el período 2009-2013. En 2010 se opuso al proyecto de ley de su partido para introducir el matrimonio entre personas del mismo sexo.
En 2007 fue candidata a vicegobernadora, en la fórmula encabezada por el entonces gobernador Hugo Cóccaro. Fue candidata a gobernadora provincial en 2011, ganando en la primera vuelta, pero perdiendo en la segunda vuelta con Fabiana Ríos, quien resultó reelecta.
En 2013 fue elegida Senadora Nacional por Tierra del Fuego para el período 2013-2019. Como consecuencia de su victoria en las comicios en los que fue elegida Gobernadora de Tierra del Fuego, Antártida e Islas del Atlántico Sur. El 10 de diciembre de 2015, presentó su renuncia ante el Senado. Su banca fue reemplazada por José Ojeda, titular de la ANSES (Administración Nacional de la Seguridad Social) en Río Grande.

### Gobernadora de Tierra del Fuego
En 2015 resultó gobernadora electa de la provincia de Tierra del Fuego, Antártida e Islas del Atlántico Sur, cargo que asumió el 17 de diciembre de 2015. Es la segunda mujer gobernadora de Tierra del Fuego, Antártida e islas del Atlántico Sur, y la primera a nivel nacional que recibe el mando de otra mujer gobernadora. Además es la primera profesional del Derecho que gobierna la provincia.
La primera vuelta de las elecciones para la gobernación se realizó el 21 de junio, donde obtuvo el primer lugar con el 42,28% de los votos; frente al 34,27% obtenido por su principal rival, Federico Sciurano. Como ningún candidato consiguió el 50 por ciento más uno, el balotaje se celebró el 28 de junio de 2015, donde Bertone ganó con el 49.72% de los votos.
A principios de diciembre de 2015, antes de asumir, declaró que la disputa de soberanía de las Islas Malvinas ocupará «un lugar muy importante» en su agenda de trabajo. Anteriormente había anunciado la creación una secretaría de Estado dedicada a temas de la Antártida y las Malvinas para coordinar acciones con el Ministerio de Relaciones Exteriores de la Nación, similar a la Secretaría de Asuntos Relativos a las Islas Malvinas, creada en la cancillería argentina a fines de 2013.
En su asunción se entonó la marcha de las Malvinas y se trasladó hasta el Monumento a los Caídos en las Islas Malvinas en Ushuaia en donde realizó un acto homenaje a los caídos en presencia de referentes y agrupaciones de excombatientes y se dio una ofrenda.
El gobierno de Bertone se caracterizó por el reordenamiento del Estado y un fuerte énfasis en el desarrollo de la obra pública como fuente de crecimiento y puestos de trabajo. Los días 8 y 9 de enero de 2016, la Legislatura, con mayoría propia bertonista, votó las leyes que permitieron impulsar el proceso de recuperación del sistema previsional fueguino luego de años de profunda crisis.
Electa representando al Frente de la Victoria, Rosana Bertone debió sobrellevar durante su gobierno las políticas del presidente Mauricio Macri en un contexto muy complejo para la provincia. La falta de apoyo del expresidente Macri a la industria fueguina y la visión diplomática en la cuestión Malvinas, generó reclamos institucionales por parte de la gestión Bertone por la afectación de la actividad industrial en la isla y en materia de defensa de la soberanía.
Durante sus primeros meses de gobierno inauguró un área nueva de internación pediátrica del Hospital Regional Río Grande, duplicando la cantidad de camas, como así también una nueva ruta aérea directa de Córdoba a Ushuaia.
En 2019 perdió la reelección con Gustavo Melella, ese mismo año repitió otra mujer que fue derrotada María Eugenia Vidal en Buenos Aires. Sin embargo, posteriormente, por el Frente de Todos, obtuvo una postulación como diputada, cargo por el que fue elegida por el pueblo fueguino y en el que juró el 4 de diciembre de 2019. Siempre dentro del peronismo, Bertone asumió su banca enfatizando su apoyo a la gestión del presidente Alberto Fernández.

### Gabinete gubernamental
| Jefatura de Gabinete y Ministerios del Gobierno de Rosana Bertone                                                        | Jefatura de Gabinete y Ministerios del Gobierno de Rosana Bertone | Jefatura de Gabinete y Ministerios del Gobierno de Rosana Bertone |
| Cartera | Titular                                                           | Período                                                           |
| --- | ----------------------------------------------------------------- | ----------------------------------------------------------------- |
| Jefatura de Gabinete de Ministros                                                                                        | Leonardo Gorbacz                                                  | 10 de diciembre de 2015                                           |
| Ministerio de Gobierno, Justicia y Seguridad                                                                             | José Luis Álvarez                                                 |                                                                   |
| Ministerio de Economía                                                                                                   | José Labroca                                                      | 10 de diciembre de 2015                                           |
| Ministerio de Industria e Innovación Productiva                                                                          | Ramiro Caballero                                                  | 10 de diciembre de 2015                                           |
| Ministerio de Agricultura, Ganadería y Pesca                                                                             |                                                                   |                                                                   |
| Ministerio de Salud | Marcos Colman                                                     | 10 de diciembre de 2015                                           |
| Ministerio de Educación                                                                                                  | Diego Romero                                                      | 10 de diciembre de 2015                                           |
| Ministerio de Ciencia y Tecnología                                                                                       | Daniel Martinioni                                                 |                                                                   |
| Ministerio de Desarrollo Social                                                                                          | Paula Gargiulo                                                    | 10 de diciembre de 2015                                           |
| Ministerio de Trabajo, Empleo y Seguridad Social                                                                         | Claudio Carrera                                                   |                                                                   |
| Secretarías del Gobierno de Rosana Bertone                                                                               |                                                                   |                                                                   |
| Cartera | Titular                                                           | Período                                                           |
| Secretaría General | Javier Eposto                                                     | 10 de diciembre de 2015                                           |
| Secretaría de Legal y Técnica                                                                                            | Gimena Araceli Vitali                                             | 10 de diciembre de 2015                                           |
| Secretaría de Energía e Hidrocarburos                                                                                    | Omar Nogar                                                        | 10 de diciembre de 2015                                           |
| Secretaría de Representación en Buenos Aires                                                                             | Luiz Vázquez                                                      | 10 de diciembre de 2015                                           |
| Secretaría de Planificación, Ordenamiento y Hábitat                                                                      | Lucas Jovanovich                                                  | 10 de diciembre de 2015                                           |
| Secretaría de Ambiente                                                                                                   | Mauro Pérez Toscani                                               | 10 de diciembre de 2015                                           |
| Secretaría de Obras y Servicios Públicos                                                                                 | Mariano Pombo                                                     | 10 de diciembre de 2015                                           |
| Secretaría de Asuntos Relativos a la Antártida, Islas Malvinas y del Atlántico Sur y sus Espacios Marítimos Circundantes | Jorge López                                                       | 10 de diciembre de 2015                                           |
| Secretaría de Desarrollo e Inversiones                                                                                   | Leonardo Zara                                                     | 10 de diciembre de 2015                                           |